# ARIA (雑誌)
『ARIA』（アリア）は、講談社が発行していた日本の月刊漫画雑誌。2010年に創刊。発売日は毎月28日で、発行月の前々月に発売されていた。

## 概要
2010年7月28日に創刊。コンセプトは「良質な奇想天外」。キャッチコピーの「非日常的ガールズコミック」に基き、恋愛の枠に収まらないファンタジー要素のある少女漫画が多く掲載されていた。ちなみに誌名のロゴが「ARiA」となっているが、「I」が小文字の「i」のように見えるのはデザイン上のアクセント（正式にはIは大文字）。
発行部数は創刊以来右肩下がりだったが（#発行部数参照）、『進撃の巨人』のスピンオフ作品のプロローグが掲載された2013年11月号が完売し、好評を受けて再掲載された同年12月号も完売したうえで重版という事態を受け、本格連載が開始される2014年1月号は発行部数が5倍に急増した。
2012年7月27日にウェブコミック配信サイト『pixivコミック』上に雑誌上のARIAの作品の一部が再掲載されるようになり、その後、pixivコミックのARIAに雑誌上のARIAの連鎖作品が移籍したり、サイト限定の作品も連載もされるようになった。逆に、pixivコミックのARIAから雑誌に移籍したり、出張版が掲載されるケースもあった。
2018年4月28日発売の6月号をもって休刊することが決まった。

## 主な作品一覧

### 雑誌休刊時の連載作品

#### 少年マガジンエッジへの移籍作品
- 架刑のアリス（由貴香織里）
- 遙かなる時空の中で6（水野十子）※LaLa（白泉社）からの移籍。
- 美少年探偵団（作画：小田すずか、原作：西尾維新、キャラクター原案：キナコ）

#### なかよしへの移籍作品
- 王子が私をあきらめない!（アサダニッキ）

#### Palcyへの移籍作品
- 茜さすセカイでキミと詠う（作画：田中文 原作・監修：ジークレスト）
- アニドルカラーズ（漫画：三尾じゅん太、原作・監修：ボルテージ）
- 犬鷲百桃はゆるがない（小嶋ララ子）
- オネエと男子、時々ごはん（湖住ふじこ）
- こじか先生は猛獣の檻の中（黒榮ゆい）
- 制服のラグナロク（作画：紗与イチ、原作：緑川光[6]）
- DEATHペディア（作画：雨宮理真、原作：「DEATHペディア」、監修：上野正彦・高木徹也）
- マーメイド・ボーイズ（さらちよみ）

#### pixivコミックへの移籍作品
- 女装男子（江川仮名子）※pixivコミック内のARIAからの移籍。
- ポチャペコ（漫画：卯々乃、原作：かおもじ、料理監修：永谷六）

#### 休刊とともに完結した作品
- インフェルノ（作画：RURU、原作：高殿円）
- 蝶々事件（硝音あや）
- 超ビビリ猫・紺ちゃん（寂しんぐ）※自身のTwitterでの掲載からの移籍[7]。
- ツツジモリ -遺品整理始末録-（naked ape）
- 僕らとひとつ屋根の下 〜番町ボーイズ☆Backstage〜（作画：くまだゆか、全面協力：ソニー・ミュージックエンタテインメント）
- ねこままちゃん!（春山モト）

### 雑誌連載終了作品

#### あ行
- 愛犬わをん（石川チカ）
- 悪夢の棲む家（作画：いなだ詩穂、原作：小野不由美）
- 浅見先生の秘密（チカ）
- 兄が妹で妹が兄で。（車谷晴子）
- あのなつ。（チカ）
- あんさんぶるスターズ!（作画：紗与イチ、原作・監修：Happy Elements K.K）
- 異域之鬼（由貴香織里）
- 嘘つきボーイフレンド（キリシマソウ）
- SSG 〜名門男子校血風録〜（櫻井しゅしゅしゅ）
- 王子様降臨（日吉丸晃）
- 王子様と灰色の日々（山中ヒコ）
- おこぼれ姫と円卓の騎士（作画：暁かおり、原作：石田リンネ、キャラクター原案：起家一子）
- お耽美容室 サロン・ド・キリヒコ（三上骨丸）
- 乙女×乱舞（今村陽子）
- おやすみジャック・ザ・リッパー（作画：名尾生博、原作：二宮愛、キャラクター原案：キナコ）

#### か行
- かみだらけ（殿ヶ谷美由記）
- 君と時計と嘘の塔（作画：西ノ木はら、原作：綾崎隼、キャラクター原案:pomodorosa）
- 霧籠姫と魔法使い（ネスミチサト）
- GDGD-DOGS（遠山えま）
- クドラクの晩餐（霜月かよ子）
- ぐらんぱ。（大津行）
- 黒鉄ガール（夏目ココロ）
- K カウントダウン（作画：黒榮ゆい、原作：GoRA）
- K -デイズ・オブ・ブルー-（作画：黒榮ゆい、原作：GoRA）
- K -ドリーム・オブ・グリーン-（作画：黒榮ゆい、原作：GoRA）
- K -メモリー・オブ・レッド-（作画：黒榮ゆい、原作：GoRA）
- 下天の華（作画：くまだゆか、原作/監修:ルビーパーティー）
- ケモノキングダム〜ZOO〜（もち）
- 極楽町デッドエンド（黒榮ゆい）
- 孤島の鬼 The Outstanding Demon（naked ape、原作：江戸川乱歩「孤島の鬼」）
- これは恋のはなし（チカ）

#### さ行
- サロン・ド・キリヒコ（三上骨丸）
- 志士っぽいの。（中邑天）
- 死にたがりと雲雀（山中ヒコ）
- 忍び、恋うつつ（作画：青井みと、原作/監修：アイディアファクトリー）
- ジャウハラ幻夜（ネスミチサト）
- 十三支演義 〜偃月三国伝〜（作画：紗与イチ、原作・監修：アイディアファクトリー/RED）
- 純血+彼氏（硝音あや）
- 少年ハリウッド-HOLLY TRIP FOR YOU-（作画：皇ソラ、原作：橋口いくよ）
- 進撃の巨人 悔いなき選択（作画：駿河ヒカル、原作：諌山創、ストーリー原案：砂阿久雁〈ニトロプラス〉）
- 甘党（スイーツ）ペンギン（そにしけんじ）
- Sweet Sweet リベンジ（櫻井しゅしゅしゅ）
- すたぴぃ 〜あなたはもっと輝ける〜（ほおのきソラ）
- すべてがFになる THE PERFECT INSIDER（漫画:霜月かいり、原作:森博嗣）
- スリーピングビューティー（堂本奈央）
- 青春リミテッド（湖住ふじこ）
- 声優戦隊ボイストーム7（作画：松永冴、企画協力：81プロデュース、原案：masaki）
- 刹那グラフィティ（木乃ひのき）
- 戦国ヴァンプ（ほおのきソラ）
- 戦国ブラッド〜薔薇の契約〜（作画：湖住ふじこ、原作：広井王子）
- 全裸男と柴犬男 警視庁生活安全部遊撃捜査班（作画：わたなべあじあ、原作：香月日輪）

#### た行
- だから金田は恋ができない（和深あゆな）
- 血とチョコレート（naked ape）
- チェリせん!（天城れの）
- ドロシーはご機嫌ななめ？（ほおのきソラ）

#### な行
- 七つの大罪プロダクション（作画:坂元千笑、原作:鈴木央）
- NO.6（作画：木乃ひのき、原作：あさのあつこ）
- 二世の契り（作画：櫻井しゅしゅしゅ、原作/監修：アイディアファクトリー）
- ナイトメア・エクスプレス（霜月かいり）

#### は行
- 廃墟迷宮シリーズ（尚月地）
- ばけものくらぶ（作画：コダマナオコ、原作：日日日）
- はにらび！（桑原草太）
- ピカ☆イチ（作画：槙ようこ、原作：持田あき）
- ヒミツの薔薇十字団（ローゼン・クロイツ）（英貴）
- プリズンハーツ（駿河ヒカル）
- プリトレ 〜王子様の育て方〜（作画：紗与イチ、協力：ありらじ〜王子育成ラジオ〜）
- 北斎先生!!（城戸みつる）
- ぼくと美しき弁護士の冒険（なるしまゆり）
- 保坂先生の愛のむち（車谷晴子）
- 星くずドロップ（小嶋ララ子）
- ホテル・ラヴィアンローズ（豊田悠）

#### ま行
- 摩訶ソサエティ（ミキマキ）
- Magnolia（naked ape）
- マノン 警官見習い中（英貴）
- 魔法じかけ×プリンス（椿木とりか）
- 骸シャンデリア（厘のミキ）
- もんもんモノノ怪（車谷晴子）

#### や行
- ヤギくんとメイさん（びっけ）

#### ら行
- ライトノベル（なるしまゆり）
- ラブコメのバカ（櫻井しゅしゅしゅ）
- 蓮住荘のさんかく（野切耀子）

#### わ行
- 私のオオカミくん（野切耀子）
- 四月一日さんには僕がたりない（遠山えま）
- ワンニン! （ほおのきソラ）

#### pixivコミックへの移籍作品
- 初恋モンスター（日吉丸晃）
- まとめ★グロッキーヘブン（みたおでん）

### pixivコミック限定作品
- あんさんぶるスターズ!スピンオフ（作画:紗与イチ、原作・監修:Happy Elements K.K）
- 王子が私をあきらめない!（番外編）（アサダニッキ）
- 河童の水守さん もんもんモノノ怪-番外編-（車谷晴子）
- キスノート（焙茶）
- しーくれっトラいふ!（とくら）
- だんだらごはん（殿ヶ谷美由記）
- 天使と半ズボン（櫻日和鮎実）
- 虹色オーケストラ Presents 透明のシンフォニー 〜大学受験編〜（作画：いたがきしの、原作：40mP、キャラクター原案：桑原草太）
- ばんだい♨バンザイ!（村崎ユカリ）
- 腐女子クソ恋愛本（おののぶし）
- 僕と死神の黒い糸（作画：岩虎みゃこ、原作：天野頌子）
- メサイア -CODE EDGE-（作画：ミナヅキアキラ、監修：メサイア・プロジェクト、原作・ストーリー原案：高殿円）
- ラブコメビギナー（卯月ミヤ）
- 矢野くんに推し変はできない（吉田ばな）

## ARIAコミックグランプリ
2010年、「まだ世に出ていない新たな才能」を持った人を発掘するために創設。年2回開催され、ファンタジーやミステリーなどのジャンルを問わず、「良質な非日常」を募集テーマとする点が特徴。

## 発行部数
- 2009年10月1日 - 2010年9月30日、39,667部[8]
- 2010年10月1日 - 2011年9月30日、16,834部[8]
- 2011年10月1日 - 2012年9月30日、12,067部[8]
- 2012年10月1日 - 2013年9月30日、12,417部[8]
- 2013年10月1日 - 2014年9月30日、37,750部[8]
- 2014年10月1日 - 2015年9月30日、13,034部[8]
- 2015年10月1日 - 2016年9月30日、13,396部[8]
- 2016年10月1日 - 2017年9月30日、11,150部[8]
- 2017年10月1日 - 2017年12月31日、8,467部[9]

## KCx ARIA
掲載作品の単行本は2011年3月7日に5タイトルで創刊したB6判の〈KCx ARIA〉レーベルより発行されている。しかし〈KCx ARIA〉という表記は基本的に使われず、〈ARIAコミックス〉という通称が用いられる。なお一部作品はA5判のため〈ワイドKC ARIA〉レーベルより発行されている。
この〈KCx〉というレーベル名は、『BE・LOVE』編集部が発行するアンソロジーコミック『ITAN』の単行本レーベルとしても使われている。